# Złoty Kopiniaczek

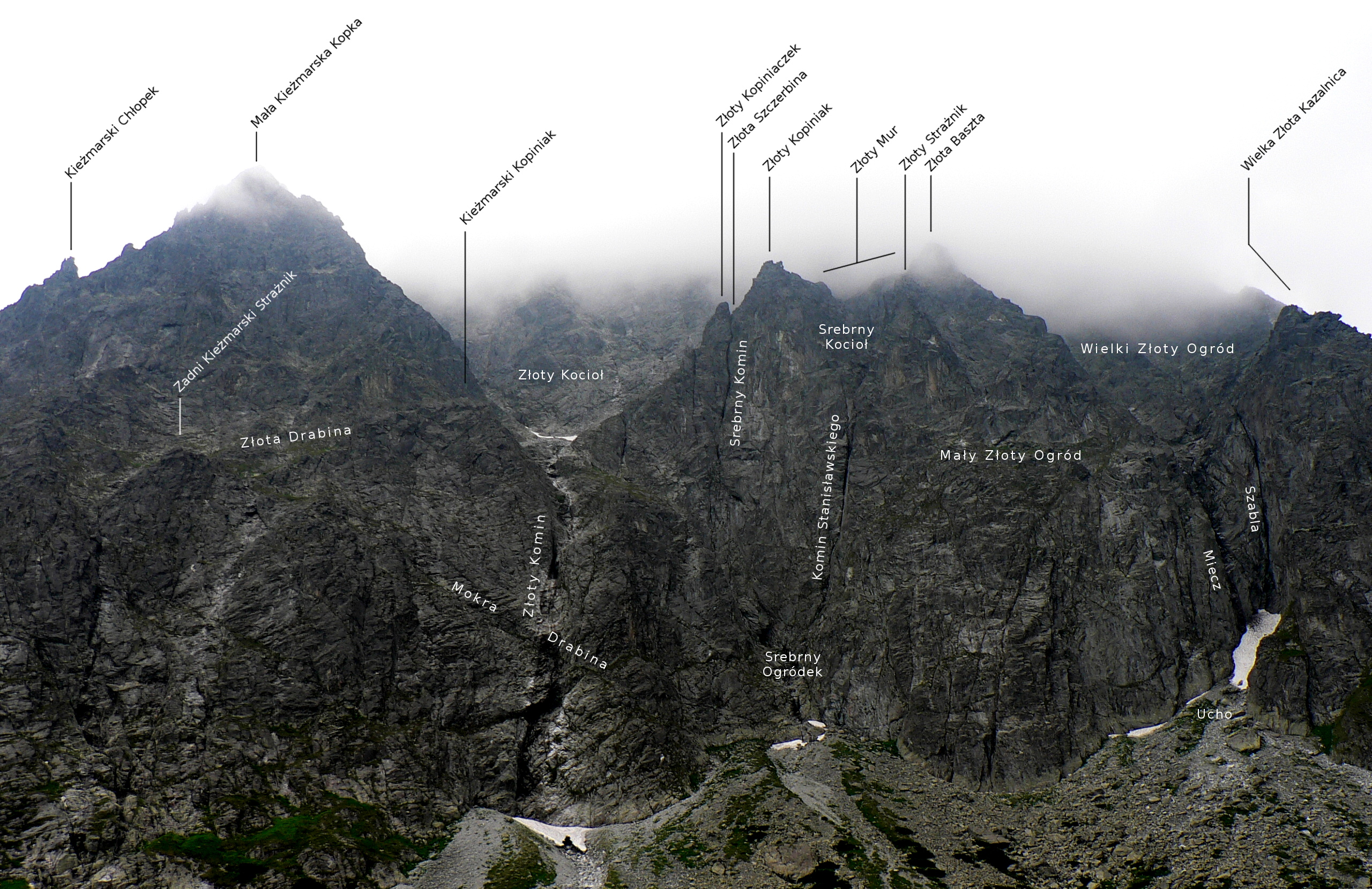

Złoty Kopiniaczek – turnia w północnej grani Małego Kieżmarskiego Szczytu w słowackich Tatrach Wysokich. Znajduje się po lewej stronie (patrząc od dołu) Złotego Kopiniaka. Wraz z nim, oraz Złotym Kopiniakiem, Złotą Basztą, Złotym Murem i Złotą Turnią tworzy prawe (patrząc od dołu) obramowanie Niemieckiej Drabiny – skośnego, mało stromego żlebu dzielącego ścianę Kieżmarskiego na dwie części; górną i dolną. Złoty Kopiniaczek jest w tej grupie najdalej wysunięty na wschód i najniższy. Pomiędzy nim a Złotym Kopiniakiem znajduje się Złota Szczerbina, spod której opada w dół Srebrny Komin. Na północnej ścianie tych turni znajdują się trudne drogi wspinaczkowe.
„Złote” i „srebrne" nazewnictwo w tym rejonie związane jest z poszukiwaniem złota. Znana z poszukiwań kruszcu w XVIII wieku była m.in. pochodząca z Kieżmarku rodzina szewców Fabri (Fabry). Złota nie znaleźli, ale odkryli rudę miedzi, którą następnie wydobywali.